# Johanna Lindborg
Sara Johanna Lindborg (8 de julio de 1998) es una deportista sueca que compite en lucha libre. Ganó dos medallas en el Campeonato Europeo de Lucha, en los años 2020 y 2025.

## Palmarés internacional
| Campeonato Europeo | Campeonato Europeo      | Campeonato Europeo | Campeonato Europeo |
| Año                | Lugar                   | Medalla            | Categoría          |
| ------------------ | ----------------------- | ------------------ | ------------------ |
| 2020               | Roma (Italia)           | Medalla de bronce  | 57 kg              |
| 2025               | Bratislava (Eslovaquia) | Medalla de plata   | 62 kg              |